# Întotdeauna pentru totdeauna
Întotdeauna pentru totdeauna este al 7-lea album al trupei B.U.G. Mafia, lansat la data de 17 octombrie 2000, la casa de discuri Cat Music / Media Services. 
Albumul “Întotdeauna pentru totdeauna” aduce prea mare succes, se vinde în peste 70.000 de exemplare. Colaboratori: M&G, Puya, Luchian, Maximilian, Pacha Man, ViLLy, Cătălina și Moni-K. Este prima oară când scot 3 materiale într-un singur an (După blocuri, Un 2 și trei de 0 și Întotdeauna pentru totdeauna).
Membrii trupei în acea vreme erau: Caddy (Caddillac), Tataee și Uzzi.

## Ordinea pieselor[3]
| Nr.             | Titlu                                                                 | Autor(i)                                                           | Text                                    | Lungime |  |
| 1.              | „Runda a 7-a (Intro)”                                                 |                                                                    |                                         | 2:09    |  |
| 2.              | „3 Băieți”                                                            | Uzzi,Caddy și Tataee                                               | Uzzi,Caddy și Tataee                    | 4:50    |  |
| 3.              | „Fără bani” (Feat. M&G)                                               | Caddy, Uzzi, Mary și Co-G                                          | Caddy și Uzzi                           | 3:52    |  |
| 4.              | „Cuvinte grele” (Feat. Puya, Luchian, Maximilian, Pacha Man și ViLLy) | Tataee, Puya, Luchian, Uzzi, Maximilian, Caddy, Pacha Man și ViLLy | Uzzi, Tataee, Caddy, Puya și Maximilian | 5:45    |  |
| 5.              | „Între noapte și zi” (Feat. Moni-k)                                   | Tataee, Caddy, Uzzi și Moni-k                                      | Uzzi, Tataee și Caddy                   | 4:02    |  |
| 6.              | „Sus în fum (Interlude)”                                              |                                                                    |                                         | 2:33    |  |
| 7.              | „Zi de zi” (Feat. ViLLy)                                              | Uzzi, Caddy, Tataee și ViLLy                                       | Caddy, Uzzi și Tataee                   | 4:57    |  |
| 8.              | „Estu' sălbatic”                                                      | Uzzi, Tataee și Caddy                                              | Tataee, Uzzi și Caddy                   | 4:09    |  |
| 9.              | „Fete suspecte” (Feat. Cătălina)                                      | Uzzi, Tataee și Caddy                                              | Uzzi, Tataee și Caddy                   | 3:58    |  |
| 10.             | „Un 2 și trei de 0” (Feat. ViLLy)                                     | Caddy, Tataee, Uzzi și ViLLy                                       | Tataee, Caddy și Uzzi                   | 5:02    |  |
| 11.             | „Poezie de stradă”                                                    | Tataee, Uzzi și Caddy                                              | Uzzi, Caddy și Tataee                   | 4:37    |  |
| Lungime totală: | Lungime totală:                                                       | Lungime totală:                                                    | Lungime totală:                         | 45:54   |  |